# Promozione Liguria 1977-1978
Nella stagione 1977-1978 la Promozione era il quinto livello del calcio italiano (il massimo livello regionale). Qui vi sono le statistiche relative al campionato in Liguria.
Il campionato è strutturato in vari gironi all'italiana su base regionale, gestiti dai Comitati Regionali di competenza. Promozioni alla categoria superiore e retrocessioni in quella inferiore non erano sempre omogenee; erano quantificate all'inizio del campionato dal Comitato Regionale secondo le direttive stabilite dalla Lega Nazionale Dilettanti, ma flessibili, in relazione al numero delle società retrocesse dal Campionato Interregionale e perciò, a seconda delle varie situazioni regionali, la fine del campionato poteva avere degli spareggi sia di promozione che di retrocessione.

## Girone A

### Squadre Partecipanti
| Squadra                  | Città               |
| ------------------------ | ------------------- |
| S.C. Alassio             | Alassio (SV)        |
| U.S. Arenzano            | Arenzano (GE)       |
| S.S. Argentina Arma      | Taggia (IM)         |
| U.S. Corniglianese-Elci  | Cornigliano (GE)    |
| U.S. Dianese             | Diano Marina (IM)   |
| U.S. Finale Ligure       | Finale Ligure (SV)  |
| F.C. Giovanile Intemelia | Ventimiglia (IM)    |
| G.S. Levante "C"         | Pegli (GE)          |
| U.S. Loanesi             | Loano (SV)          |
| A.S. Ovadamobili         | Ovada (AL)          |
| U.S. Pietra Ligure       | Pietra Ligure (SV)  |
| F.S. Sestrese            | Sestri Ponente (GE) |
| F.C. Vado                | Vado Ligure (SV)    |
| F.B.C. Varazze           | Varazze (SV)        |
| F.B.C. Veloce            | Savona (SV)         |
| U.S. Ventimigliese       | Ventimiglia (IM)    |

### Classifica finale
|  | Pos. | Squadra             | Pt  | G   | V   | N   | P   | GF  | GS  | DR  |
|  | ---- | ------------------- | --- | --- | --- | --- | --- | --- | --- | --- |
|  | 1.   | Levante C           | 43  | 30  | 16  | 11  | 3   | 38  | 11  | +27 |
|  | 2.   | Sestrese            | 40  | 30  | 14  | 12  | 4   | 39  | 18  | +21 |
|  | 3.   | Giovanile Intemelia | 39  | 30  | 14  | 11  | 5   | 53  | 29  | +24 |
|  | 4.   | Vado                | 36  | 30  | 12  | 12  | 6   | 39  | 26  | +13 |
|  | 5.   | Alassio             | 34  | 30  | 12  | 10  | 8   | 35  | 27  | +8  |
|  | 6.   | Ventimigliese       | 31  | 30  | 9   | 13  | 8   | 32  | 27  | +5  |
|  | 6.   | Dianese             | 31  | 30  | 9   | 13  | 8   | 29  | 25  | +4  |
|  | 8.   | Loanesi             | 29  | 30  | 9   | 11  | 10  | 27  | 26  | +1  |
|  | 9.   | Corniglianese       | 27  | 30  | 8   | 11  | 11  | 32  | 35  | -3  |
|  | 9.   | Finale Ligure       | 27  | 30  | 7   | 13  | 10  | 27  | 39  | -12 |
|  | 9.   | Ovadamobili         | 27  | 30  | 9   | 9   | 12  | 39  | 41  | -2  |
|  | 12.  | Varazze             | 26  | 30  | 9   | 8   | 13  | 30  | 41  | -11 |
|  | 13.  | Arenzano            | 25  | 30  | 7   | 11  | 12  | 20  | 42  | -22 |
|  | 13.  | Argentina           | 25  | 30  | 5   | 15  | 10  | 25  | 35  | -10 |
|  | 15.  | Pietra Ligure       | 22  | 30  | 5   | 12  | 13  | 27  | 41  | -14 |
|  | 16.  | Veloce              | 18  | 30  | 6   | 6   | 18  | 13  | 43  | -30 |
|  |      |                     | 480 | 480 | 151 | 178 | 151 | 505 | 506 | 0   |

Verdetti
- Il Levante "C" è ammesso alla finale per la promozione in Serie D.

## Girone B

### Squadre Partecipanti
| Squadra                   | Città                        | Stadio                   |
| ------------------------- | ---------------------------- | ------------------------ |
| G.S. Borgoratti Lanegatti | Borgoratti (GE)              |                          |
| U.S. Busallese            | Busalla (GE)                 |                          |
| A.C. Fivizzanese          | Fivizzano (MS)               |                          |
| U.S. Lavagnese            | Lavagna (GE)                 |                          |
| A.C. Lerici               | Lerici (SP)                  |                          |
| U.S. Lunense Castelnovese | Castelnuovo Magra (SP)       |                          |
| F.C. Molicciara           | Castelnuovo Magra (SP)       |                          |
| C.S. Monterosso al Mare   | Monterosso al Mare (SP)      |                          |
| G.S. Pernod Quarto        | Quarto dei Mille (GE)        |                          |
| U.S. Pontedecimo          | Pontedecimo (GE)             |                          |
| A.C. Rapallo Ruentes      | Rapallo (GE)                 |                          |
| S.C. Riva Trigoso         | Riva Trigoso (GE)            |                          |
| A.C. Sammargheritese      | Santa Margherita Ligure (GE) | Stadio Eugenio Broccardi |
| U.S. Sampierdarenese      | Sampierdarena (GE)           |                          |
| U.S. Sarzanese            | Sarzana (GE)                 |                          |
| U.S. Valdellora           | La Spezia (SP)               |                          |

### Classifica finale
|  | Pos. | Squadra              | Pt  | G   | V   | N   | P   | GF  | GS  | DR  |
|  | ---- | -------------------- | --- | --- | --- | --- | --- | --- | --- | --- |
|  | 1.   | Pontedecimo          | 47  | 30  | 18  | 11  | 1   | 43  | 17  | +26 |
|  | 2.   | Sammargheritese      | 47  | 30  | 20  | 7   | 3   | 61  | 22  | +39 |
|  | 3.   | Rapallo Ruentes      | 35  | 30  | 11  | 13  | 6   | 32  | 23  | +9  |
|  | 4.   | Sampierdarenese      | 35  | 30  | 13  | 9   | 8   | 46  | 32  | +14 |
|  | 5.   | Riva Trigoso         | 34  | 30  | 12  | 10  | 8   | 34  | 22  | +12 |
|  | 5.   | Sarzanese            | 34  | 30  | 12  | 10  | 8   | 48  | 33  | +15 |
|  | 7.   | Lunense Castelnovese | 32  | 30  | 11  | 10  | 9   | 39  | 28  | +11 |
|  | 8.   | Valdellora           | 32  | 30  | 8   | 16  | 6   | 34  | 42  | -8  |
|  | 9.   | Borgoratti Lanegatti | 31  | 30  | 11  | 9   | 10  | 50  | 35  | +15 |
|  | 10.  | Fivizzanese          | 28  | 30  | 10  | 8   | 12  | 29  | 37  | -8  |
|  | 10.  | Pernod Quarto        | 28  | 30  | 9   | 10  | 11  | 32  | 34  | -2  |
|  | 12.  | Molicciara           | 25  | 30  | 9   | 7   | 14  | 35  | 50  | -15 |
|  | 13.  | Busallese            | 23  | 30  | 6   | 11  | 13  | 30  | 39  | -9  |
|  | 14.  | Monterosso al Mare   | 22  | 30  | 6   | 10  | 14  | 27  | 43  | -16 |
|  | 15.  | Lavagnese            | 20  | 30  | 4   | 12  | 14  | 23  | 42  | -19 |
|  | 16.  | Lerici               | 7   | 30  | 1   | 5   | 24  | 19  | 83  | -64 |
|  |      |                      | 480 | 480 | 151 | 168 | 151 | 582 | 582 | 0   |

Verdetti
- Spareggio per il primo posto in classifica e accesso alla finale;
  - il 10 giugno 1978 a Genova: Pontedecimo-Sammargheritese 5-3 d.t.s.
- Il Pontedecimo è ammesso allo spareggio per la promozione in Serie D.

### Spareggio promozione
- Spareggio per la promozione in Serie D:
  - a Genova il 17.Giugno 1978: Pontedecimo-Levante "C" 0-0.
- Il Pontedecimo è promosso in Serie D per sorteggio